# La rosa de Versalles
La Rosa de Versalles (ベルサイユのばら Berusaiyu no Bara?),  también conocida como Lady Oscar, es una serie de manga escrita e ilustrada por Riyoko Ikeda, siendo esta una de sus obras más reconocidas. Fue publicado por primera vez en la revista Margaret en 1972. La serie es un drama histórico ambientado en los años anteriores y durante la Revolución Francesa. Utilizando una combinación de personajes históricos y personajes originales, se centra principalmente en las vidas de dos mujeres: la reina de Francia, María Antonieta y Oscar François de Jarjayes, quien se desempeña como comandante de la Guardia Real.
Ikeda creó el manga como una historia sobre la revolución y los levantamientos populistas después de involucrarse con la Nueva Izquierda de Japón como miembro del Partido Comunista de Japón a finales de la década de 1960. La serie se desarrolló durante un período de transición significativo para el manga shōjo (manga para chicas) como medio, caracterizado por el surgimiento de historias con narrativas complejas centradas en la política y la sexualidad. La Rosa de Versalles fue un éxito comercial y de crítica significativo, y para 2022 había vendido más de 23 millones de copias en todo el mundo. La serie contribuyó significativamente al desarrollo del manga shōjo y fue una de las principales obras responsables de su cambio de un género dirigido a chicos a un género dirigido a adolescentes y adultos jóvenes.
Debido a su impacto en el público se convertiría en una película franco-japonesa rodada en imagen real (Lady Oscar, de 1979) y, posteriormente, en una serie de anime estrenada en 1980. La rosa de Versalles también fue adaptada a una obra de teatro y una nueva versión cinematográfica de anime, estrenada a principios de 2025. También se han producido varias secuelas y spin-offs, en particular Eikou no Napoleon – Eroica. Udon Entertainment ha publicado una traducción al inglés del manga, mientras que la adaptación al anime actualmente está autorizada en Norteamérica por Discotek Media.

## Argumento

Toma de la Bastilla, de Jean-Pierre Houël. En el centro, se apreciaba el arresto del marqués de Launay.

La historia está ambientada en la Francia del siglo XVIII. Al cumplir los catorce años, Oscar François de Jarjayes (Lady Oscar) se convierte en capitana de la Guardia Imperial y protectora de la nueva princesa de Francia, María Antonieta, y así su destino de ser testigo de las transformaciones sociales queda marcado. Al pasar los años, la princesa, ahora convertida en reina, conoce al conde sueco Hans Axel Von Fersen, en una fiesta de disfraces a la cual asiste sin permiso del rey, y casi sin darse cuenta inicia un amor que pasa a la historia. Al empezar los rumores sobre la amistad del conde y la reina, Lady Oscar le pide a Fersen que regrese a Suecia. Él se marcha, siempre pensando en el bien de la reina, y María Antonieta, en su tristeza y soledad, conoce a Lady de Polignac, quien la incita a jugar y apostar en casinos clandestinos, comenzando la reina a derrochar el dinero de los tributos del pueblo. Pasado el tiempo regresa Fersen, quien le recomienda que reduzca sus gastos y que no se deje llevar por Polignac, debido a los peligrosos rumores que corren en la corte. Sin embargo, dado que el amor entre ellos no ha muerto, Fersen parte a Norteamérica con el coronel Lafayette, buscando alejarse de ese amor que solamente puede causarles problemas.
Cuando estalla el escándalo del caso del collar, en el cual participa la condesa de La Motte, Jeanne Valois, hermana adoptiva de Rosalie, el Cardenal de Rohan entre otras personas, la popularidad de María Antonieta cae. 
Bernard Chatelle, un compañero de Robespierre, se convierte en el Caballero Negro, quien roba a los nobles para dar el dinero a la gente pobre. Oscar es enviada a capturar al Caballero Negro y André la ayuda. Pero al tenderle una trampa, el Caballero Negro ataca en el ojo a André, y su ojo queda malherido. El Caballero Negro escapa. El doctor indica a André que no se quite la venda del ojo, pues podría perder la visión, pero él lo hace para ayudar a Oscar. Finalmente atrapan al Caballero Negro, a quien Oscar hiere, pero que también acoge en su casa para que confiese la razón de sus acciones, y le proporciona atención médica. El doctor cura al Caballero Negro, pero también a André, a quien le dice que ha perdido la vista en el ojo. André le pide a Oscar que deje libre al Caballero Negro.
Fersen, después de 10 años, regresa de Norteamérica y visita a Oscar. Oscar, quien amaba a Fersen, decide no sufrir más, renunciar a toda esperanza y alejarse de él. Por eso, deja la Guardia Imperial para ir a la Guardia Militar. André, quien amaba a Oscar en secreto, también entra a las barracas. Cuando los reyes se dan cuenta de su impopularidad, convocan a la Asamblea Nacional. Los del Tercer Estado se declararon los únicos integrantes de la Asamblea Nacional, pero los monarcas, deciden cerrar las salas en donde se reúnen. Los del Tercer Estado se trasladan a Jeu de paume, y forman la Asamblea Constituyente.
André le confiesa su amor a Oscar, y ella descubre que siempre lo ha amado. Al iniciarse la Revolución, el regimiento B, comandado por Oscar, decide luchar junto al pueblo. El regimiento empieza a ser perseguido por las demás Guardias. Al final del primer día de la revolución, se refugian en un lugar apartado pero Oscar, al intentar salir, alerta y luego asesina a un guardia, quien antes logra dispararle. Oscar sale ilesa, pero luego descubre que André recibió el disparo. Varios médicos lo asisten, pero finalmente fallece. El día de la Toma de la Bastilla, el pueblo es muy débil y no sabe usar las armas ni los cañones. Oscar llega, y junto con la mitad de los guardias que quedaban del Regimiento B, empiezan a disparar los cañones. 
Oscar muere poco después de André a causa del fuego enemigo disparado directamente hacia ella desde La Bastilla. 
El pueblo toma la prisión de La Bastilla, y entonces, irrumpen en el Palacio de Versalles y toman a los reyes y sus hijos como prisioneros. El traslado de la familia real dura tres días. En el trayecto, María Antonieta encanece por el horror y el miedo que le causa el pueblo que rodea el carruaje. En la prisión de la reina, Rosalie asiste como ayudante de la reina, quien le da una rosa de papel para que la pinte del color favorito de Oscar. Los reyes intentan escapar con la ayuda de Fersen pero fallan. Se abre un largo proceso contra los reyes, y ambos son guillotinados en 1793.

## Personajes

### Principales
Oscar François de Jarjayes (オスカル・フランソワ・ド・ジャルジェ Osukaru Furansowa do Jaruje?)
Seiyū: Reiko Tajima, Reiko Suzuki (joven)
La protagonista. Oscar es una mujer de la nobleza, hija del general Jarjayes, quien fue criada como un hombre debido al deseo de su padre de tener un hijo varón. Al cumplir 14 años, se le nombra protectora de la princesa María Antonieta, quien se casó con Luis XVI debido a la alianza entre Francia y Austria. A partir de ese momento, ambas se vuelven muy buenas amigas. La personalidad, belleza y audacia de Oscar la convierten en el centro de admiración de todo aquel que la conoce. Posee un dominio total de sí misma durante su adolescencia y juventud, siéndole muy fácil mantener un comportamiento masculino. Con el inicio de la adultez y la llegada del primer amor, empiezan las inquietudes y la necesidad de mostrar su feminidad, esto conlleva a que aflore su lado más vulnerable. En ese punto, el personaje se vuelve inestable y trágico, logrando salir de esa vorágine solo en los brazos del verdadero amor: André Grandier. En el manga, Oscar no inicia como la protagonista, siendo este lugar dado a María Antonieta sobre quien gira la historia en un principio. Sin embargo Ikeda, quizás al ver más potencial en Oscar, convierte a la joven Jarjayes en su protagonista, lo cual se aprecia a partir del tomo 2. 
André Grandier (アンドレ・グランディエ Andore Gurandie?)
Seiyū: Taro Shigaki
Nieto de la nana de Oscar, trabaja como sirviente en la mansión de los Jarjayes y es casi tan bueno con la espada como Oscar, al haber sido instruidos juntos. Siempre ha estado enamorado de Oscar, pero prefiere mantenerse como su amigo más allegado al no permitirse a ésta ser lo que es: una mujer. Otro motivo para mantener su amor en secreto es el miedo al rechazo y la diferencia de clases. Siempre defenderá a Oscar y será uno de los responsables de hacerle conocer la miseria en la que vive el pueblo francés, en contraste con las exageraciones de la realeza. Al inicio del anime se muestra como el inseparable amigo e incondicional protector de Oscar, convirtiéndose en su complemento protagónico a partir de la aparición del Caballero Negro hasta el final de la serie. En el manga, al inicio su presencia no es tan marcada como sí ocurre en el anime y obtiene relevancia de a pocos a partir del protagonismo de Oscar. Es a finales del tomo 3 que empieza a tomar fuerza la subtrama de su amor no correspondido. Así como en el anime, su rol se torna preponderante con la aparición del Caballero Negro, desde ese momento Ikeda lleva su tragedia amorosa a un primer plano. Es el personaje que más influye en la vida de Oscar. La canción compuesta para el cierre de los episodios del anime "Ai No Hikari To Kage" está inspirada en su amor por Oscar. 
Hans Axel von Fersen (ハンス・アクセル・フォン・フェルゼン Hansu Akuseru fon Feruzen?)
Seiyū: Katsunosuke Hori (ep:6-8), Nachi Nozawa
Conde sueco. Conoce a María Antonieta, cuando ésta aún era princesa consorte de Francia, en una fiesta de disfraces a la cual asiste ella sin permiso del rey, y casi sin darse cuenta, inicia un amor que pasó a la historia. Aunque María Antonieta (quien ya estaba casada con Luis Augusto, delfín de Francia y futuro Luis XVI) corresponde a sus sentimientos, la imposibilidad de realizar su amor lo sumergen en una angustia que perdura a lo largo de su vida. Su amor es puro y fiel. Toma la decisión de no casarse como muestra de su eterno e incondicional amor. Al empezar los rumores sobre su "amistad" con María Antonieta, Oscar le pide que regrese a Suecia. Se convierte en el primer gran amor de Oscar, a quien no puede corresponder, llevándola a un estado de decaimiento profundo. La introducción del personaje se da en el episodio 7 del anime, preciso momento en el que conoce a María Antonieta.
María Antonieta (マリー・アントワネット Marī Antowanetto?)
Seiyū: Miyuki Ueda
Princesa real de Hungría y archiduquesa de Austria. Al realizarse la alianza entre Francia y Austria, ella debe contraer matrimonio con el sucesor al trono francés: Luis XVI. Se muestra como caprichosa e inmadura, aunque de buenos sentimientos. Con la muerte del rey Luis XV, su esposo Luis Augusto accede al trono como Luis XVI y ella se convierte en la reina consorte. A pesar de los consejos de su protectora Oscar, su pasión por los lujos y las excentricidades la llevan a rodearse de amistades poco convenientes que influyen negativamente en su vida. Desgraciadamente no pasa mucho tiempo para que el pueblo se forme una imagen negativa de la nueva joven reina. Conoce al Conde sueco Hans Axel Von Fersen a la edad de 18 años de quien queda perdidamente enamorada, no obstante su amor prohibido la lleva a ser el centro de chismes y habladurías incluso dentro de la nobleza. La indiferencia de la realeza hacia la miseria de su pueblo y el despilfarro de dinero, incrementan el descontento de la gente y su odio hacia María Antonieta iniciando una sucesión de hechos catastróficos en su vida que ocasionan la caída total de la monarquía. Su amistad con Oscar es el eje de la historia al inicio de la serie aunque sus apariciones se vuelven menos frecuentes con el avance de la serie, pese a ello en el último episodio del anime se cuenta a detalle su trágico final. En el manga, María Antonieta empieza como la protagonista, perdiendo ese lugar en favor de Oscar a partir del tomo 2. La muerte de Oscar le permite retomar un lugar protagónico aunque solo en los últimos capítulos del manga.
Secundarios
Rosalie de la Moire 
Martine Gabriele de Poliganc 
Bernard Charlet
Alain de Soins

## Media

### Manga
Fue publicado en la revista semanal Margaret, el 21 de mayo de 1972. Desde esa fecha, millones de copias de este manga han sido vendidas alrededor de todo el mundo.

### Anime
La serie de anime tiene 40 episodios y una recapitulación, (episodio 41) producida por Tokyo Movie Shinsha Co. Ltd., Kyokuichi Corporation. En Cataluña fue emitida por el  Canal 33 en 1998 y años después la volvieron a emitir por el canal K3.
Hay también, una "continuación" menos conocida. Bajo el nombre de "Eikou no 
Napoleón" (栄光のナポレオン - エロイカ?) o "La Gloria de Napoleón". Mantiene a algunos de los 
personajes originales. Está basado principalmente sobre el imperio de Napoleón.

#### Lista de episodios
| #  | Título |
| -- | --- |
| 01 | «¡Oscar! El destino de la rosa» «Oscar! bara no unmei» (オスカル! バラの運命)                             |
| 02 | «¡Vuela! Mariposa de Austria» «Mae! Austria no choo» (舞え！オーストリアの蝶)                             |
| 03 | «Resplandor en Versalles» «Berusaiyu ni hibana chiru» (ベルサイユに火花散る)                              |
| 04 | «Rosas, sake y conspiración...» «Bara to sake to takurami to...» (バラと酒とたくらみと。。。)             |
| 05 | «Derrama lágrimas con dignidad» «Kedakasa o namida ni komete» (高貴さを涙にこめて)                        |
| 06 | «Un vestido de seda y un ropajo» «Kinu no doresu to borofuku» (絹のドレスとボロ服)                        |
| 07 | «¿Quién ha escrito la carta de amor?» «Ai no tegami wa dare no te de» (愛の手紙は誰の手で)                |
| 08 | «Oscar de mi corazón» «Waga kokoro no Oscar» (我が心のオスカル)                                           |
| 09 | «El Sol se pone, el Sol se levanta» «Hi wa shizumi, hi wa noboru» (陽は沈み陽は昇る)                      |
| 10 | «Jeanne, un hermoso diablo» «Utsukushii akuma Jeanne» (美しい悪魔ジャンヌ)                                |
| 11 | «Fersen parte hacia el Norte» «Fersen kitaguni e saru» (フェルゼン北国へ去る)                             |
| 12 | «¿Oscar en un duelo al amanecer...?» «Kettou no asa Oscar wa...?» (決闘の朝オスカルは。。。？)            |
| 13 | «El viento de Arras, responde...» «Aras no kaze yo kotaete..» (アラスの風よ応て。。。)                    |
| 14 | «El secreto del ángel» «Tenshi no himitsu» (天使の秘密)                                                   |
| 15 | «La condesa del casino» «Casino no hakushaku fujin» (カジノの伯爵夫人)                                    |
| 16 | «Mamá, ¿Aquella persona se llama...?» «Haha, sono hito no na wa...?» (母、その人の名は。。。？)           |
| 17 | «Ya es la hora del encuentro» «Ima meguriai no toki» (今めぐり逢いの時)                                   |
| 18 | «De repente al igual que Ikaro» «Totsuzen Ikarusu no you ni» (突然イカルスのように)                       |
| 19 | «¡Adiós, hermana!» «Sayonara, imouto yo!» (さよなら、妹よ！)                                              |
| 20 | «Fersen, ronda de despedidas» «Fersen nagori no rinbu» (フェルゼン名残りの輪舞)                           |
| 21 | «La rosa negra florece de noche» «Kurobara wa yoru hiraku» (黒ばらは夜ひらく)                             |
| 22 | «El collar brilla siniestramente» «Kubikazari wa fukitsuna kagayaki» (首飾りは不吉な輝き)                 |
| 23 | «¡Resiste con astucia!» «Zurugashikokute takumashiku!» (ずる賢くてたくましく！)                           |
| 24 | «Adieu, mi juventud» «Adieu, watashi no seishun» (アデュウ、わたしの青春)                                 |
| 25 | «El minueto del amor no correspondido» «Katakoi no menuetto» (かた恋のメヌエット)                         |
| 26 | «¡Quiero ver al caballero negro!» «Kuroikishi ni aitai!» (黒い騎士に会いたい！)                           |
| 27 | «Tal vez si pierdes la luz...» «Tatoe hikari o ushinau to mo...» (たとえ光を失うとも。。。)               |
| 28 | «André, Limón Azul» «André, aoi lemon» (アンドレ、青いレモン)                                             |
| 29 | «Una marioneta comienza a caminar» «Aruki hajimeta ningyoo» (歩き始めた人形)                              |
| 30 | «Tú eres la luz, yo soy la sombra» «Omae wa hikari, ore wa kage» (お前は光俺は影)                         |
| 31 | «La lila que brota en el cuartel» «Heiei ni saku rira no hana» (兵営に咲くリラの花)                       |
| 32 | «El preludio de la tormenta» «Arashi no pureriudo» (嵐のプレリュード)                                     |
| 33 | «Las campanas del funeral repican en el crepúsculo» «Tasogare ni choushou wa naru» (たそがれに弔鐘は鳴る) |
| 34 | «Ahora, "La promesa de Tennis Cour"» «Ima 'Tenisu kooto no chikai'» (今”テニスコートの誓い”)              |
| 35 | «Oscar, es hora de volar del nido» «Oscar, ima, subanare no toki» (オスカル、いま、巣離れの時)            |
| 36 | «La palabra de amor es "Adiós"» «Ai kotoba wa 'sayonara'» (合言葉は”サヨナラ”)                            |
| 37 | «En la noche de las promesas ardientes» «Atsuki chikai no yoru ni» (熱き誓いの夜に)                       |
| 38 | «Ante la puerta del destino» «Unmei no tobira no mae de» (運命の扉の前で)                                 |
| 39 | «¡Aquella sonrisa ya no se marchará!» «Ano hohoemi wa mou kaeranai!» (あの微笑はもう還らない！)           |
| 40 | «Adiós, mi querida Oscar» «Sayounara waga itoshi no Oscar» (さようならわが愛しのオスカル)                 |

### Películas

#### Lady Oscar
En 1978, la historia pasó a ser adaptada a la gran pantalla, al ser realizada una película en imagen real con el título Lady Oscar. Fue rodada en Versalles y fue dirigida por Jacques Demy. La protagonista fue Catriona MacColl, llamada también Katherine MacColl, famosa actriz italiana de cine gore y protagonista de cintas como Aquella casa al lado del cementerio. Lady Oscar fue la adaptación filmográfica franco-japonesa rodada en habla inglesa y en Japón fue emitida con subtítulos.

#### Inochi arukagiri aishite
Inochi arukagiri aishite (生命あるかぎり愛して... lit. Mientras haya vida, ámame?) fue realizada en 1987. Es una película que resume el anime entero. Fue producida por Toei Animation.

#### La Rosa de Versailles
El 6 de septiembre de 2022, se anunció una nueva adaptación cinematográfica de anime de La Rosa de Versalles para conmemorar el quincuagésimo aniversario del lanzamiento de la serie de manga.
La película es producida por MAPPA y dirigida por Ai Yoshimura, con Tomoko Konparu realizando el guion, Mariko Oka en el diseño los personajes y Hiroyuki Sawano y Kōta Yamamoto componiendo la banda sonora. Miyuki Sawashiro fue elegida como Oscar François de Jarjayes, con Aya Hirano, Toshiyuki Toyonaga y Kazuki Kato elegidos como María Antonieta, André Grandier y Hans Axel von Fersen, respectivamente.
Está previsto que se estrene en Japón el 31 de enero de 2025.

### Teatro
La Rosa de Versalles ha sido dramatizada por el teatro musical Takarazuka Revue por Shinji Ueda. El rol de los shows en la historia Takarazuka se nota particularmente como se establece el sistema "Gran Estrella" que mantiene en lugar este día. La Rosa de Versalles también trajo gran popularidad a Takarazuka. Los musicales han sido protagonizados en la importancia de la relación entre Óscar y André o a la relación de Fersen y María Antonieta. Shinji Ueda, un productor de Takarazuka le pidió a la autora que escribiera nuevas historias con escenas del manga nunca antes vistas en el público y poner atención en los personajes secundarios. En el 2008, tres musicales han sido basados en pequeños personajes como Girodelle, Alain de Soissons y Bernard Chatelet.
Después del gran éxito de la historia La Rosa de Versalles del manga en 1972 por Riyoko Ikeda, la historia llegó hasta el teatro musical Takarazuka Revue en 1974 con el protagonismo de Yuri Haruna como Oscar François de Jarjayes y Asō Kaoru como André Grandier. Esta actuación fue realizada por la Compañía Luna (Moon Troupe), pero éste no fue el único musical, también hubo otros realizados por otras compañías.

### En la cultura popular
Una serie de manga llamada Kageki Shoujo!!, adaptada posteriormente al anime, nos muestra la vida de dos jóvenes en una escuela de teatro asociada a una compañía de teatro femenina (posiblemente inspirada en Takarazuka Revue), siendo el sueño principal de una de las protagonistas es interpretar a Oscar de la obra musical de La Rosa de Versalles.